# César (El planeta de los simios)
César es un personaje ficticio que pertenece a la franquicia cinematográfica de El planeta de los simios. Es el líder de los simios tanto en la saga original de películas como en el reinicio. Fue interpretado por Roddy McDowall en Conquista del planeta de los simios y Batalla por el planeta de los simios, mientras que Andy Serkis actuó como el personaje en la trilogía del reinicio, conformada por las cintas Rise of the Planet of the Apes, Dawn of the Planet of the Apes y War for the Planet of the Apes.

## En las películas originales
Apareció en la tercera película de la saga original, Huida del planeta de los simios. Es el líder y principal incitador de la revolución de los simios en la cuarta película Conquista del planeta de los simios y el gobernador de la Ape City (Ciudad de los Simios) en la quinta y última película Batalla por el planeta de los simios. Fue interpretado en ambas películas por el actor Roddy McDowall, quien también interpretó a su padre Cornelius en El Planeta de los Simios y Huida del planeta de los simios.
Es el hijo de los chimpancés que hablan, Cornelius y Zira. Fue nombrado Milo por el Dr. Milo, quien viajó a través del tiempo con Cornelius y Zira a la era cuando Taylor vivía en la Tierra, y fue criado por su padre humano adoptivo Armando, un dueño de circo móvil quien le dio cobijo a Cornelius y Zira cuando Zira entró en trabajo de parto en el último acto de Huida del planeta de los simios. Antes de partir, Zira intercambió a Milo con un joven chimpancé recién nacido de un viejo simio de Armando llamado Heloise. El bebe Heloise fue asesinado junto con Zira, por el humano Dr. Otto Hasslein. Luego, Cornelius mata a Hasslein, pero también es muerto por un disparo de un Marine francotirador. Milo dice sus primeras palabras, "Mama", casi al final de la película. Gracias a su falsa identidad, Milo creció como un callado acróbata.
Armando le cambia el nombre de "Milo" por "César" en la siguiente película Conquista del planeta de los simios. Al comienzo de esta película, él y Armando visitan una gran ciudad por primera vez. En público Armando lleva al simio con una cadena. En privado, en cambio, César se mantiene en pie y le da charlas tal como un padre a un hijo. Armando critica el "actuar" de César por su comportamiento de simio primitivo y le da una idea de lo que le espera: En los años que César crecía en las provincias, sus padres advirtieron de muchos eventos que tuvieron que ver con la humanidad (antes de ser asesinados, en un intento de prevenir que eso ocurriera), siendo lo más importante una plaga transmitida por el espacio, que mató a casi todos los perros y gatos de la Tierra, dejando a la humanidad sin mascotas. Al principio, los monos tomaron su lugar, luego gradualmente, estos pasaron a ser ayudantes del hogar, y finalmente, pasaron a un estado de esclavitud.
César trata de considerar lo que ve (grupos de monos siendo dispersados, los chimpancés y los orangutanes siendo regañados o castigados por errores mínimos o por mostrar un comportamiento similar al mono) con calma, pero cuando ve a un gorila siendo golpeado por la policía, y luego siendo golpeado con una picana de forma impulsiva grita "¡Humanos bastardos!" Cuando la policía se fija en él, Armando insiste en que él era el que hablaba, pero los testigos cercanos reportan lo que vieron. César entra en pánico y huye, lo que lleva a sospechar que él entiende lo que ha ocurrido, y que tal vez él sí "puede" hablar.
Armando es arrestado, pero luego es liberado y se reúne con César momentáneamente. Armando se da cuenta de que su farsa (que César es mudo, un mono primitivo) puede fallar, e instruye a César para que se oculte entre los suyos y unirse a un conjunto de monos traídos por barco, esto si Armando no puede convencer a las autoridades que César es inofensivo y sólo huyó a causa de la conmoción. Armando va al centro de la ciudad para tratar de hacer el engaño pero no logra regresar, por lo que César se infiltra en un cargamento de monos.
Más tarde, César es vendido al Gobernador Breck, bajo la supervisión de su asistente, el Sr. MacDonald, que irónicamente es un afroamericano descendiente de esclavos. Cuando Breck decide darle un nombre, saca un libro, se dirige a una página y apunta a un nombre al azar, a continuación le dice a César que haga lo mismo. César elige su nombre adoptado, simulando que lo hace al azar. A continuación es asignado al "puesto de mando" en la ciudad - centro de comunicaciones de la Administración de Simios que está a cargo de buscar simios desobedientes. (También es seleccionado para relacionarse con Lisa con quién se casa en el futuro y tiene un hijo llamado igualmente Cornelio, quien aparece en la siguiente película)
Cuando César se entera de que Armando murió mientras estaba bajo custodia, decide que ya es suficiente y empieza a armar la revolución de los simios, conspirando con otros de su especie y convenciendo a sus amos. Luego César no alcanza a embarcarse en un barco con simios y es capturado y torturado por el Gobernador Breck que quiere averiguar si él, en verdad es de descendencia de los simios que hablaban. MacDonald se aparta de la escena y cambia la configuración del interruptor de electroshok donde César está conectado. Él no puede evitar que César al ser torturado diga finalmente las palabras "¡Ten piedad!", pero lo ayuda a que César no muera electrocutado.
Haciéndose el muerto, César mata el controlador que lo torturaba, luego activa el interruptor que abre todas las jaulas de la cárcel de simios y comienza la revuelta. Horas más tarde, gran parte de la ciudad está en llamas, la policía y el ejército han sido derrotados, y los simios tienen el control, con esto César indica que le pase la voz por el resto del mundo. MacDonald trata de disuadir a César de que haga más actos de violencia, mientras que Lisa se convierte en el siguiente simio en hablar, diciéndole a César "¡No!" cuando este condena a toda la humanidad.
En la quinta y última película, la batalla, se muestra a niños simios y humanos reunidos alrededor de una estatua de César, convertido en una leyenda y que murió hace más de 600 años. Esto lo cuenta el legislador, y les narra la historia de César, de como libro una batalla que lo posicionó como líder de los simios y logró unir la sociedad conjunta de los humanos con los simios, en vez de tener una raza dominante. Sin embargo, el guionista Paul Dehn cuenta que la rotura en la estatua de César, al final de la película, es para decirle al público que al final su idea de comunión humano-simio, había fracasado.

## EnEl origen del planeta de los simios/Rise of the Planet of the Apes
En esta nueva película, César (Andy Serkis) es el principal protagonista. Will Rodman (James Franco) está trabajando en una cura para el Alzheimer donde utiliza a los simios para realizar las pruebas. Trabaja en una industria farmacéutica en la bahía de San Francisco. Una de las primeras pruebas es sobre la madre de César, llamada "Ojos Claros", quien es capturada en África al comienzo de la película (esto se mostró en un cómic en línea antes del estreno de la película). La cura de Rodman, llamada ALZ-112, mejora la inteligencia de "Ojos Claros" y es pasada por medio del útero a César. Luego "Ojos Claros" es asesinada al intentar proteger a su hijo recién nacido, César, por lo que se ordena eliminar a todo el resto de simios para prueba. Sin embargo, un compañero simpático de Rodman llamado Franklin, rescata a César y se lo da a Rodman, el cual se lo lleva a casa. César aprende muchas cosas viviendo en Rodman y muestra una gran inteligencia e instinto de protección, por ejemplo protegiendo al padre de Rodman, pero ataca al vecino en un confuso incidente. Después de esto, Rodman interna al César en un "santuario" de simios, donde los cuidadores y el dueño, lo tratan bastante mal tanto a él y como al resto de los simios, con muchos abusos y maltratos.
César se siente profundamente traicionado por Rodman y la raza humana, por lo que empieza a crear un revolución dentro del "santuario", primero dominando a los líderes y luego robándole muestras del virus ALZ-113 a Rodman, para aplicarlas al resto de los simios del "santuario". Esto hace que los simios sean más inteligentes, se revelen siguiendo a César como unmaten a un cuidador del santuario y escapen hacia el puente de San Francisco. En el puente se da una lucha donde logran derrotar a la policía y donde escapan a los bosques. Al final Rodman se encuentra con César en los bosques, se despide y lo deja ir.